# ガース・ブルックス
ガース・ブルックス（Garth Brooks, 1962年2月7日 - 、オクラホマ州タルサ市生まれ）はアメリカ合衆国のカントリー歌手、作曲家。また多くのチャリティーにも貢献している人物としても知られる。リリースした7枚のアルバム全てがアメリカでダイヤモンド入りを獲得した唯一のアーティスト。[1]アルバムの販売総数は1億4,800万枚。これはエルヴィス・プレスリー（1億4,650万枚）を超えており、「米国で最も売れているソロアルバムアーティスト」で一位を記録している。

## 来歴
1989年、突然のヒット作と共にチャートトップ常連の仲間入りを果たす。それまでの売れるカントリー歌手の典型的な外見とも言える痩せ形長身ではなかった彼は、その音楽性によって人々に支持される様になる。ポップやロックの要素を取り入れ、そのCDや派手なライブ演出などで人気を獲得した。カントリートップ10のみでなく、全米総合トップ10にまで食い込む程になり、カントリー音楽をより多くの観客に知らしめた。またその売り上げは驚異的で、「カントリーは売れない」という常識をも覆した。
70枚以上のシングルがヒット作と呼ばれ、15枚のアルバムをチャートインさせた。母国アメリカのみで1億2800万枚以上のアルバム売り上げを記録した。（ガース以外で米国内で1億枚以上のアルバム売り上げを達成しているのは、エルヴィス・プレスリー、ビートルズ、レッド・ツェッペリン、イーグルスのみである）コンサートやライブの動員数においても数々の記録を樹立した。「クリス・ゲインズ」という名でもアルバムを発表しており、アメリカでは、評論家の意見が二分される問題作として有名だが、イギリスでは名作という評価を受けている。
2001年、離婚などにより家庭生活と音楽活動との両立が困難という理由から、突如、引退を宣言した。その後も世界中のファンから「伝説のカントリー歌手」として愛されている。また、前妻との離婚以前から親密な交流があるとされた女性カントリー歌手のトリーシャ・イヤウッドと2005年に二度目の結婚を果たす。しばらくは、故郷である米国オクラホマ州タルサ市に娘と暮らしており、娘のソフトボールの練習や試合の送迎をするなど、ごく普通の父親（シングルファーザー）としての生活をおくっていた為、娘のクラスメイトや保護者、隣人などは、「ガース・ブルックスは、かつて世界で最も有名なカントリー歌手だったのよ」と、もう既に過去の人のような説明を子供たちにしていたという。
2007年11月、グレイテスト・ヒッツ・アルバム「The Ultimate Hits」をリリース、6年ぶりに戻ってきた。さらに、カンザスシティに出来た新しいアリーナ「Sprint Center」の杮落とし公演を行うことが決定している。
2014年に13年ぶりの新作アルバムを発表、その後も精力的な活動を続けている。
一度も来日公演が行われていない大物アーティストの一人である。

## ディスコグラフィ

### アルバム
| 1989                                      | Garth Brooks        | - 発売日: 1989年4月12日 - レーベル: Capitol Nashville - フォーマット: CD, cassette - 全米売上: 1,000万枚            | 13 | —  | 60 | —  | —  | —  | —  | - US: ダイヤモンド                                                   |
| 1990                                      | No Fences           | - 発売日: 1990年8月27日 - レーベル: Capitol Nashville - フォーマット: CD, cassette - 全米売上: 1,700万枚            | 3  | 11 | 49 | —  | —  | —  | —  | - US: 17× プラチナ - CAN: 7× プラチナ                                |
| 1991                                      | Ropin' the Wind     | - 発売日: 1991年9月10日 - レーベル: Liberty - フォーマット: CD, cassette - 全米売上: 1,480万枚                      | 1  | 21 | 22 | —  | 14 | 33 | 41 | - US: 14× プラチナ - AUS: プラチナ - CAN: 5× プラチナ                |
| 1992                                      | The Chase           | - 発売日: 1992年9月22日 - レーベル: Liberty - フォーマット: CD, cassette - 全米売上: 900万枚                        | 1  | 24 | 6  | 76 | —  | 45 | —  | - US: 9× プラチナ - AUS: ゴールド - CAN: 5× プラチナ                 |
| 1993                                      | In Pieces           | - 発売日: 1993年8月31日 - レーベル: Liberty - フォーマット: CD, cassette - 全米売上: 800万枚                        | 1  | 1  | 3  | 83 | 18 | 3  | 2  | - US: 8× プラチナ - CAN: 5× プラチナ - NZ: ゴールド - UK: ゴールド   |
| 1995                                      | Fresh Horses        | - 発売日: 1995年11月21日 - レーベル: Liberty - フォーマット: CD, cassette - 全米売上: 700万枚                       | 2  | 5  | 7  | 55 | 10 | —  | 22 | - US: 7× プラチナ - CAN: 5× プラチナ - UK: ゴールド                  |
| 1997                                      | Sevens              | - 発売日: 1997年11月25日 - レーベル: Capitol Nashville - フォーマット: CD, cassette - 全米売上: 1,000万枚           | 1  | 20 | 3  | 41 | 8  | —  | 34 | - US: ダイヤモンド - AUS: プラチナ - CAN: 5× プラチナ - UK: シルバー |
| 2001                                      | Scarecrow           | - 発売日: 2001年11月13日 - レーベル: Capitol Nashville - フォーマット: CD, cassette - 全米売上: 500万枚             | 1  | 71 | 4  | 58 | 32 | —  | —  | - US: 5× プラチナ - CAN: プラチナ                                    |
| 2014                                      | Man Against Machine | - 発売日: 2014年11月11日 - レーベル: RCA Nashville, Pearl - フォーマット: CD, digital download - 全米売上: 68.5万枚 | 4  | 11 | 4  | 74 | —  | —  | 23 | - US: プラチナ - CAN: ゴールド                                       |
| 2016                                      | Gunslinger          | - 発売日: 2016年11月25日 - レーベル: Pearl - フォーマット: CD, digital download - 全米売上: 2.3万枚                 | 25 | 16 | 18 | —  | —  | —  | 81 |                                                                      |
| "—"は未発売またはチャート圏外を意味する。 |                     | |    |    |    |    |    |    |    |                                                                      |

### コンピレーション・アルバム
| 1994                                      | The Garth Brooks Collection | - 発売日: 1994年9月2日 - レーベル: Liberty - フォーマット: CD, cassette - 全米売上: 370万枚     | — | —  | — | —  | — | —  | —  | - US: 3× プラチナ                                     |
| 1994                                      | The Hits                    | - 発売日: 1994年12月13日 - レーベル: Liberty - フォーマット: CD, cassette - 全米売上: 782.1万枚 | 1 | 2  | 5 | 19 | 3 | 15 | 11 | - US: ダイヤモンド - CAN: ダイヤモンド - UK: ゴールド |
| 2005                                      | The Lost Sessions           | - 発売日: 2005年11月25日 - レーベル: Pearl - フォーマット: CD                                   | — | —  | — | —  | — | —  | —  | - US: 3× プラチナ                                     |
| 2007                                      | The Ultimate Hits           | - 発売日: 2007年11月6日 - レーベル: Pearl - フォーマット: CD - 全米売上: 350万枚                | 3 | 11 | 1 | —  | 1 | —  | 10 | - US: 8× プラチナ - AUS: プラチナ - NOR: 2× プラチナ  |
| "—"は未発売またはチャート圏外を意味する。 |                             |                                                                                                 |   |    |   |    |   |    |    |                                                       |

### ライヴ・アルバム
| 1998                                      | Double Live | - 発売日: 1998年11月17日 - レーベル: Capitol Nashville - フォーマット: CD, cassette - 全米売上: 1,050万枚 | 1 | 43 | 1 | — | 15 | — | 57 | - US: 2× ダイヤモンド - AUS: ゴールド - CAN: 6× プラチナ - NOR: ゴールド - UK: シルバー |
| "—"は未発売またはチャート圏外を意味する。 |             | |   |    |   |   |    |   |    |                                                                                         |

### ボックスセット
| 1998                                      | The Limited Series                                   | - 発売日: 1998年5月5日 - レーベル: Capitol Nashville - フォーマット: CD, cassette - 全米売上: 200万枚 | 1 | 7  | - CAN: 4× プラチナ |
| 2005                                      | The Limited Series                                   | - 発売日: 2005年11月25日 - レーベル: Pearl - フォーマット: CD                                         | — | —  |                    |
| 2013                                      | Blame It All on My Roots: Five Decades of Influences | - 発売日: 2013年11月28日 - レーベル: Pearl - フォーマット: CD - 全米売上: 89.3万枚                    | 1 | 20 | - US: 4× プラチナ  |
| 2016                                      | The Ultimate Collection                              | - 発売日: 2016年11月11日 - レーベル: Pearl - フォーマット: CD - 全米売上: 55.4万枚                    | 6 | —  |                    |
| 2017                                      | The Anthology Part l: The First Five Years           | - 発売日: 2017年11月17日 - レーベル: Pearl - フォーマット: CD - 全米売上: 28.5万枚                    | 4 | —  |                    |
| "—"は未発売またはチャート圏外を意味する。 |                                                      | |   |    |                    |

## 受賞歴
- グラミー賞　2回(ノミネート7回)
- アメリカン・ミュージック・アワード　16回
  - 特別賞 Artist of the Decade(1990s)受賞
- カントリー・ミュージック・アワード　11回
- アカデミー・オブ・カントリー・ミュージック・アワード　18回
  - 特別賞 Artist of the Decade(1990s)受賞
- ワールド・ミュージック・アワード　5回
- ピープルズ・チョイス・アワード　10回
- ビルボード・ミュージック・アワード　24回
- ASCAP Awards　2回
- Blockbuster Awards　2回
- RIAA (Recording Industry Association of America)
  - 特別賞 Artist of the Century (1900s)受賞
- Radio Music Award　1回
- エミー賞 ノミネーション7回
- ゴールデン・グローブ賞　ノミネーション1回
- ソングライターズ・ホール・オブ・フェイム 2002年
- GLAADメディア賞 1回 1993年